# Michael Logue
Michael Logue (1 de outubro de 1840 - 19 de novembro de 1924) foi um prelado irlandês da Igreja Católica. Ele serviu como arcebispo de Armagh e Primaz de toda a Irlanda de 1887 até sua morte em 1924. Foi nomeado cardeal em 1893.

## Vida
Ele nasceu no povoado nativo de sua mãe. O filho do ferreiro Michael Logue e sua esposa Catherine Durnings participaram 1857-1866, a faculdade de St Patrick , em Maynooth , onde por sua inteligência  o apelido de North Star ganhou. Antes de sua ordenação, ele foi enviado para o Colégio Irlandês em Paris em 1866 pelos bispos irlandeses como professor de teologia e chantres . Ele recebeu o sacramento da Ordem Sagrada em dezembro do mesmo ano .
Logue permaneceu na faculdade do Irish College até 1874, quando retornou a sua casa como administrador paroquial em Letterkenny . Em 1876 foi nomeado para o Maynooth College como professor de dogmática e irlandês , bem como para Dean .
Em 13 de maio de 1879, ele foi nomeado bispo de Raphoe . O Arcebispo de Armagh, Daniel McGettigan , doou a ele em 20 de julho do mesmo ano, na Catedral de St. Eunan e St. Columba , a ordenação episcopal ; Os co- consagradores foram James Donnelly , bispo de Clogher , e Francis Kelly , bispo de Derry . Ele era uma pessoa que ganhava dinheiro durante a Fome Irlandesa de 1879 , que nunca se tornou uma grande fome devido ao aumento de alimentos e doações de alimentos do governo. Ele aproveitou o Ato Intermediário de 1878 verdadeiro para ampliar o Ginásio Católico em Letterkenny. Ele também foi fundamental no movimento irlandês de temperança para deter o consumo de álcool.
Em 18 de abril de 1887, foi nomeado arcebispo coadjutor de Armagh e arcebispo titular de Anazarbus . Após a morte de Daniel McGettigan, ele o sucedeu em 3 de dezembro do mesmo ano como Arcebispo de Armagh e se tornou um primata de toda a Irlanda. Papa Leão XIII. levou-o em 16 de janeiro de 1893 como cardeal sacerdote no Colégio dos Cardeais e recebeu em 19 de janeiro do mesmo ano, a igreja titular de Santa Maria della Pace . Ele foi o primeiro Arcebispo de Armagh, que foi elevado ao Cardeal. Ele participou dos conclaves de 1903 , 1914 eEm 1922 , os papas Pio X , Bento XV. e Pio XI. selecionado. Logue assumiu a conclusão da Catedral de St. Patrick, em estilo renascentista vitoriano , em Armagh. A nova catedral, com vista para Armagh, ele consagrou em 24 de julho de 1904.
Logue era um defensor público da Irish Home Rule e aprovou o Tratado Anglo-Irlandês em 1921. Logue era mais politicamente conservadora como Arcebispo William Joseph Walsh , gerando tensão entre Armagh e Dublin.
Michael Logue morreu no Ara Coeli , a residência do arcebispo, e foi enterrado na cripta de sua catedral.